# Desmodium rigidum
Desmodium rigidum är en ärtväxtart som först beskrevs av Stephen Elliott, och fick sitt nu gällande namn av Dc. Desmodium rigidum ingår i släktet Desmodium och familjen ärtväxter. Inga underarter finns listade i Catalogue of Life.